# Realitate augmentată

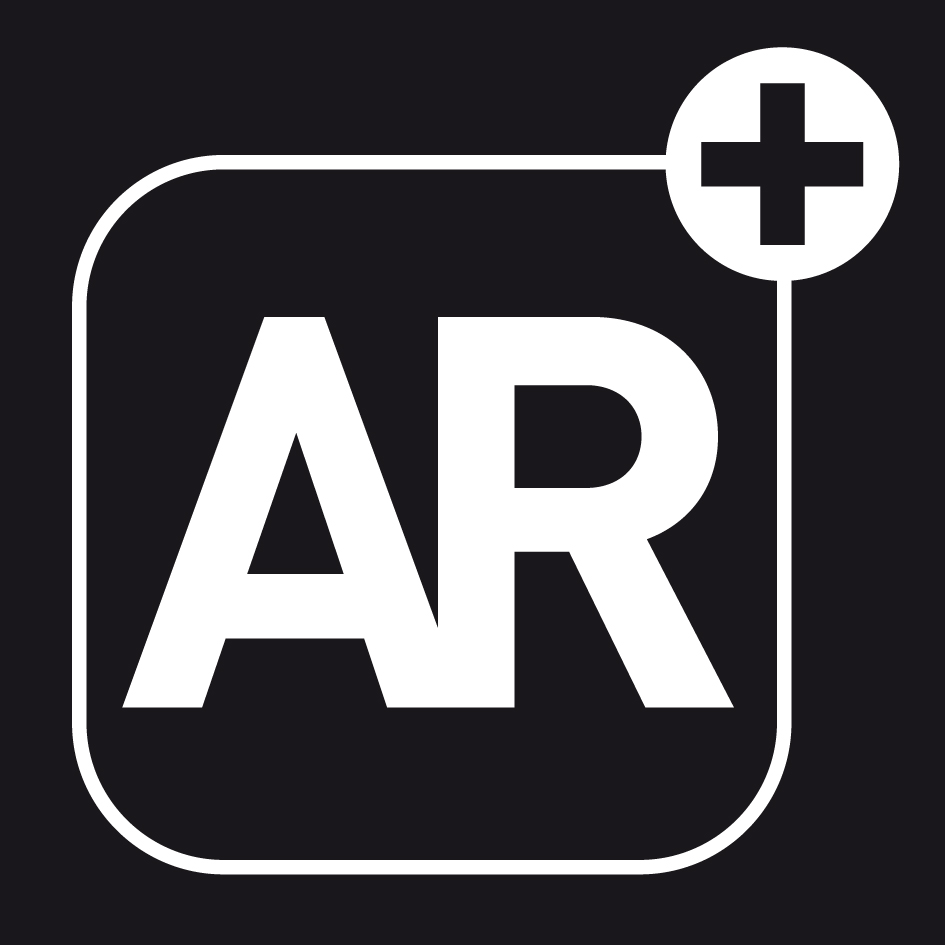
Sigla comunității de realitate augmentată

Realitatea augmentată (engleză: Augmented Reality -  AR) reprezintă procesul prin care se face posibilă suprapunerea unei realități virtuale (conținut digital) peste lumea reală, concretă, observată cu ochiul liber.
Realitatea augmentată este un concept ce presupune îmbunătățirea (augmentarea) percepției unui observator asupra mediului înconjurător, prin suplimentarea acestuia cu diverse elemente ce îmbunătățesc procesul cognitiv. Este considerată drept o extensie a realității virtuale.
Realitatea augmentată reprezintă o experiență interactivă bazată pe combinarea lumii reale cu elemente din lumea virtuală, astfel creând o lume reală augmentată de către informația generată virtual, bazată pe o dimensiune senzorială umană ce poate să fie fundamentată de senzori vizuali, auditivi, olfactivi și/sau somatosenzoriali.
Conceptul de Augmented Reality (abreviat sau prescurtat AR) este considerat a fi fost inventat în 1990 de către Thomas Caudell.
Realitatea augumentată a intrat prima dată pe piața jocurilor la începutul anilor 2000, când PlayStation EyeToy a folosit imaginile aparatului de fotografiat în mini-jocuri. Kinect a făcut același lucru câțiva ani mai târziu pe Xbox 360, iar Nintendo prin consola mobilă 3DS.

## Definiție
Realitate augmentată este un live, un direct sau indirect, de vedere fizică, în lumea reală de mediu, ale cărei elemente sunt completate de către calculator: sunet, video, grafică sau date GPS. Folosind un dispozitiv cu cameră (telefon mobil, tabletă, laptop, cameră digitală ș.a.) se poate modifica în timp real ceea ce este filmat. Realitatea augmentată a permis dezvoltarea unor noi tehnologii capabile de a  extinde și aduce noi elemente realității fizice în care trăim. Realitatea virtuală (VR) este un spațiu virtual în care utlizatorul își depășește limitele din realitatea fizică. Realitatea augmentată poate să fie definită ca și un sistem ce îndeplinește trei activități de bază: combinația dintre lumea reală și virtuală, interacțiunea în timp real și înregistrarea 3D exactă a obiectelor virtuale și reale.
Ronald Azuma a oferit o definiție în 1997 , un sondaj de prezență a realității augmentată.  Realitatea augmentată introduce personaje virtuale cu lumea reală. Există trei caracteristici comune ale scenei AR: combinație de mediu din lumea reală cu personajele din calculatoar, scene interactive, și scene în 3D.
Realitate augmentată (AR) este un live, un direct sau indirect, de vedere fizică, în lumea reală de mediu, ale cărei elemente sunt completate de către calculator, generate de intrări senzoriale, cum ar fi de sunet, video, grafice sau date GPS. Acesta este legat de un concept mai general numit realitate mediată, în care o vedere a realității este modificată de către un calculator. Prin contrast, realitatea virtuală înlocuiește lumea reală, cu una simulată.
Mărirea este convențională, în timp real și, în context, semantică, cu elemente de mediu, cum ar fi spoturi sportive la TV în timpul unui meci. Cu ajutorul tehnologiei avansate AR (de exemplu, adăugarea de viziune pe calculator și recunoașterea obiectului), informațiile despre lumea reală înconjurătoare de utilizator devine digitală interactivă și manevrabilă. Informații despre mediul înconjurător artificial și obiectele sale pot fi suprapuse în lumea reală.

## Tipuri
Există mai multe tipuri de realitate augmentată:
- AR 3D: permite utilizatorului să plaseze modele 3D virtuale, în mărime naturală, peste mediul real.
- AR browser: cu care utilizatorul poate să obțină informații digitale, proiectate peste un anumit obiect. De exemplu, se poate îndrepta camera foto a smartphone-ului spre o clădire, iar pe ecran sunt afișate informații despre clădirea respectivă: înălțime, în ce an a fost construită și de către cine, etc.
- AR pentru gaming: jocurile în realitate augmentată reprezintă integrarea conținutului vizual și audio al jocului cu mediul utilizatorului în timp real. Exemple sunt ARQuake, Ingress, Pokémon Go, Army Of Robots etc.[8][9][10]

## Utilizări

AR-Icon. Semnalează prezența unui conținut digital

Realitatea augmentata combinată cu tehnologia 3D și-a găsit aplicații în domeniul IT și de Business, învățământ, medicină, aviație, turism etc. Posibilele aplicații ale acesteia sunt limitate doar de imaginație.
- Publicitate: Utilizarea realității augmentate pentru a promova produsele prin intermediul aplicațiilor interactive. De exemplu, Nissan (LA Auto Show 2008), [11], Volvo (Volvo Ocean Race 2008) [12], Toyota 2009, au folosit webcam AR pentru a conecta baza de modele 3D cu materiale imprimate. Afișe publice: semne de circulație, decorațiuni, oglinzi interactive.

- Suport în activități complexe: asamblare, întreținere. De exemplu, etichetele pot fi afișate pe componentele unui sistem pentru a clarifica instrucțiunile de utilizare. [13], [14].

- Medicină: poate include imagini de obiecte ascunse, care pot fi deosebit de eficiente pentru diagnosticul medical sau chirurgie. Exemple includ raze X virtuale bazate pe tomografie, înaintea imaginii în timp real de la sondele cu ultrasunete și de microscopie confocale [15]. De asemenea, poate îmbunătăți vizualizarea unui făt în interiorul uterului mamei.[16]

- Navigare: AR poate spori eficacitatea dispozitivelor de navigare. Head-up display sau ochelari de afișare în automobile pot oferi informații de trafic. Aceste sisteme includ interactivitate completă, și sunt utilizate de către producătorii de automobile, în parbrize, pentru a afișa informații despre trafic. [17]

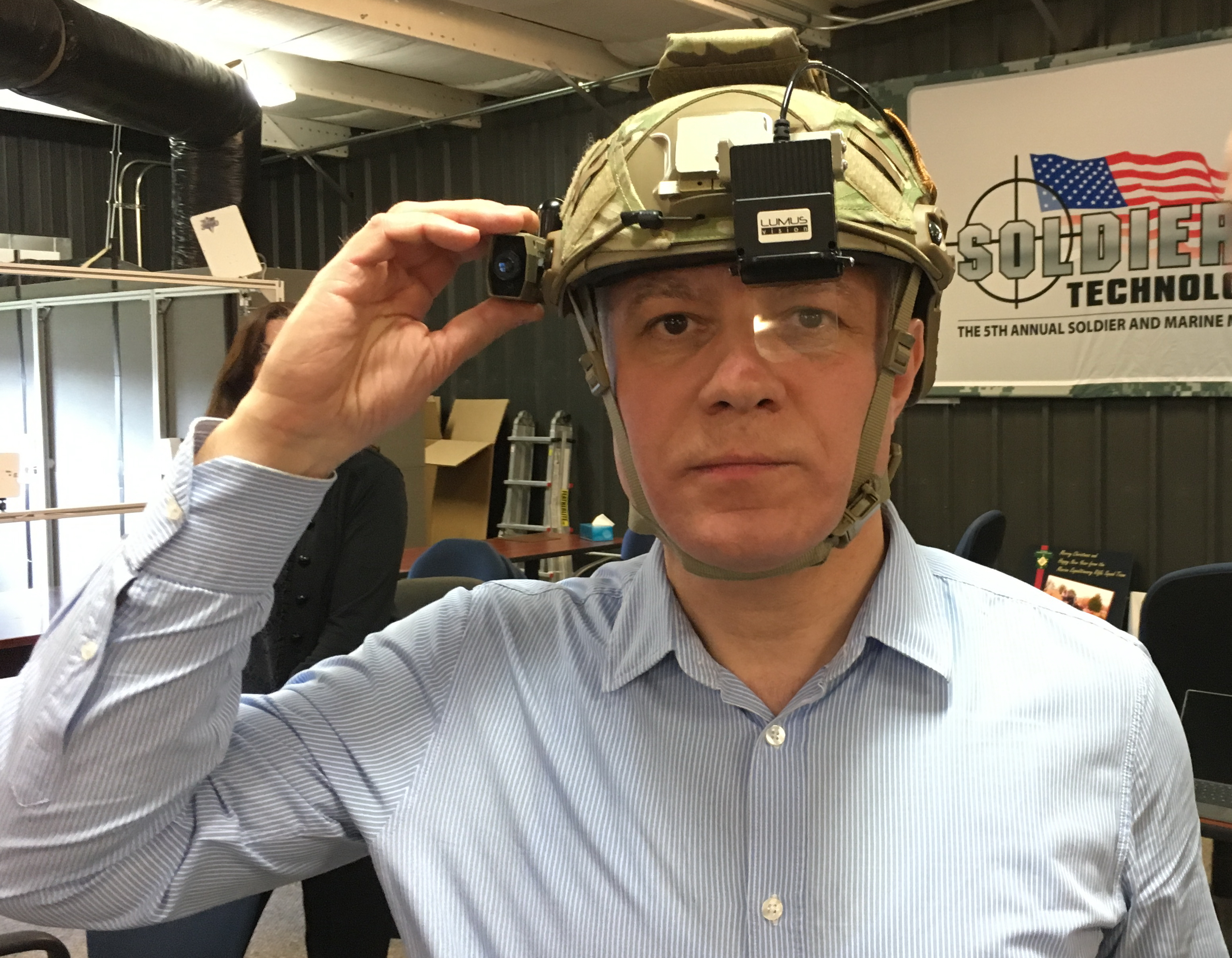
Sistem de realitate augmentată ARC4 Soldier (SUA)

- Servicii militare și de urgență: căștile HDM ale piloților de avioane supersonice, afișează informații vitale în timp real direct pe ecranul-vizieră al acestora: instrucțiuni, hărți, locații inamice, celule de incendiu sau de gestionare a dezastrelor.

- Artă: imagini de fundal, cu plante, vederi panoramice, opere de artǎ, decorațiuni, postere, etc., crearea de artă, în realitate, în timp real, cum ar fi pictura, desenul și modelarea. AR poate veni în ajutorul persoanelor cu handicap să-și continue pasiunea.[18]. În concerte și spectacole de teatru, artiștii pot îmbunătății calitatea spectacolului prin adăugarea de elemente de AR performanțele lor. [19].[20]

- Arhitectură: simularera de proiecte planificate de construcții [21].

- Turism: ghiduri care pot include etichete sau texte referitoare la locuri de vizitat. Utilizatorii pot reconstrui ruine, clădiri, sau chiar peisaje în care existau anterior. [22].

- Divertisment: obiecte virtuale în muzee și expoziții, atracții de parcuri tematice, [23]jocuri [24] și cărți  [25]), diferite jocuri, care pot fi jucate în aer liber, [26] evenimente istorice, cum ar fi reconstituiri de luptă, peisaje actuale, multi-ecrane de simulare cum ar fi monitoare virtuale în spațiul real, onferințe cu participanți reali și virtuali. [27]

Compania americană Discovery a lansat aplicația Discovery VR, care le permite utilizatorilor acces la o colecție de clipuri video filmate la 360 de grade prin care pot „trăi virtual“ diferite experiențe din culisele emisiunilor Discovery sau din diverse colțuri ale lumii.
- Cosmetice: firme ca L’Oréal, Estèe Lauder au semnat parteneriate cu dezvoltatori de aplicații AR, pentru a conecta mai bine experiența din magazin cu cea din online.

- Comerț: cutiile cu jocurile lego sunt echipate cu un cod QR care arată produsul, atunci când este asamblat. [28]. Producătorul de ochelari RayBan oferă o aplicație prin care utilizatorii pot testa produsele de oriunde, doar cu ajutorul telefonului. Realitatea augmentată poate fi, de asemenea, utilizată în alegerea îmbrăcămintei.[29]

- Fitness: aplicația Fitness AR, oferă posibilitatea vizualizării în 3D alergarea sau pedalarea, cu o suprapunere pe lumea reală, din mai multe unghiuri a traseului parcurs.

- Software: crearea de noi aplicații, cum ar fi obiecte 3D interactive, schimbarea formei și aspectului pe baza activității curente.

- Prospectare: în hidrologie, ecologie, geologie, realitatea augmentată poate fi utilizată pentru a afișa o analiză interactivă a caracteristicilor terenului cu hărți tridimensionale. Utilizatorii pot modifica colaborarea și analiza interactivă, precum și, hărți tridimensionale.[30] [31][32]

## Istoric
- 1957-1962: Morton Heilig, creează și brevetează un simulator numit sensorama cu sunete vizuale, vibrații și miros [33]
- 1968: Ivan Sutherland de la Universitatea Harvard inventează HMD (Head-mounted display). S-a numit Sabia lui Damocles și practic suprapunea o rețea geometrică peste camera utilizatorului.
- 1975: Miron Krueger creează Videoplace, un laborator ce permite utilizatorilor să interacționeze cu lumea virtuală
- 1980: Steve Mann creează primul computer portabil, un sistem de viziune computerizată cu text și suprapuneri grafice pe o scenă mediată fotografic
- 1980: Cercetarea lui Gavan Lintern de la Universitatea din Illinois, este prima lucrare publicată care arată importanța HUD (Head-up display)

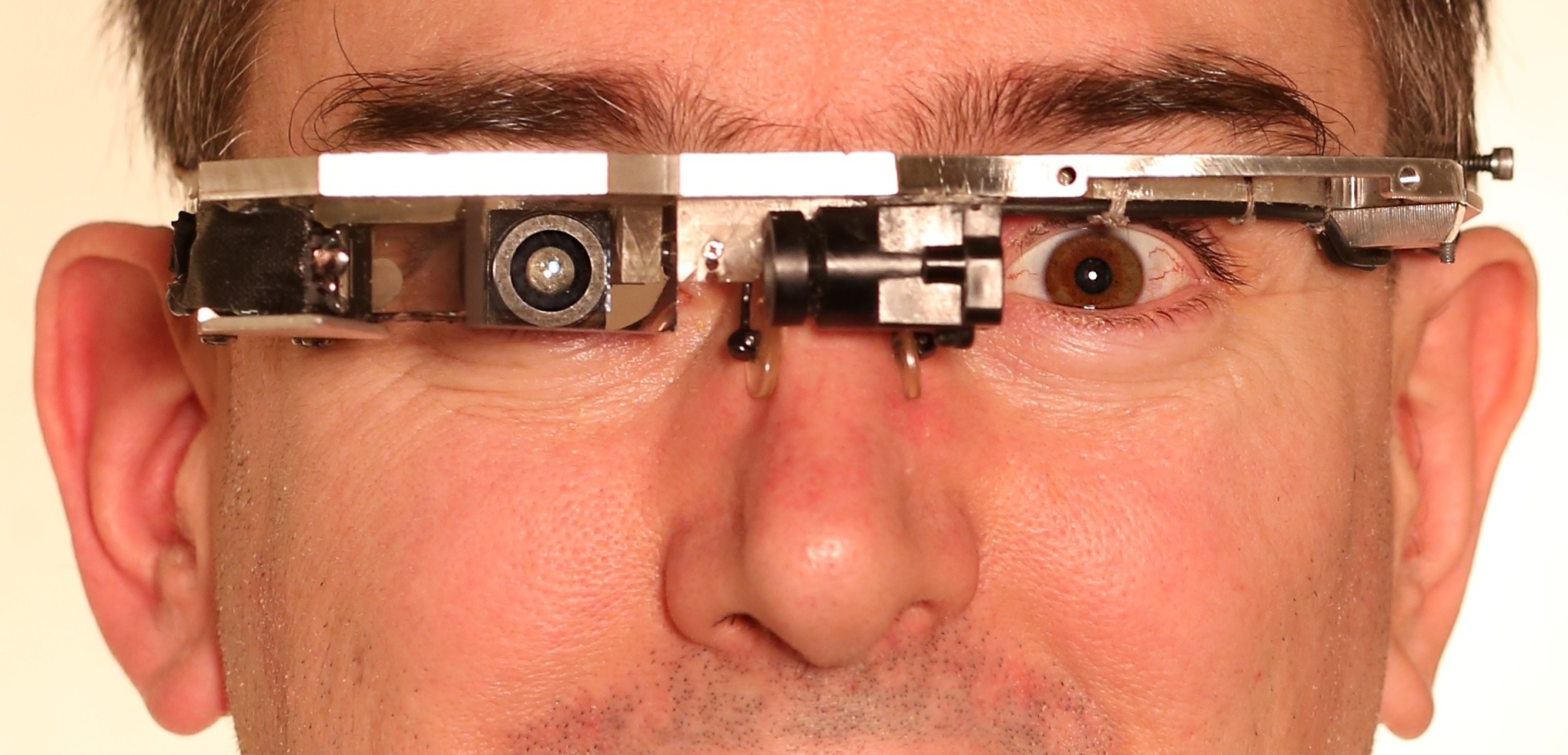
Computer portabil EyeTap și sistem de realitate augmentată

- 1984: Steve Mann inventează EyeTap, primii ochelari digitali. Afișajul montat pe cap se află în fața ochiului și combină funcțiile unei camere și a unui afișaj. EyeTap afișează imagini generate de computer așa cum sunt percepute de utilizator. [34]
- 1989: Jaron Lanier inventează termenul realitate virtuală și creează prima reclamă în jurul lumii virtuale.
- 1990:. Tom Caudell, cercetător la Boeing, inventează termenul de „realitate augmentată” [35]
- 1992: Louis Rosenberg dezvoltă la US Air Force Research Laboratory, Virtual Fixtures, unul dintre primele sisteme AR funcționale și demonstrează beneficiile pentru performanța umană [36] [37]
- 1992: Steven Feiner, Blair MacIntyre și Dorée Seligmann prezintă prima lucrare majoră pe un prototip de sistem AR, numit KARMA
- 1993: Mike Abernathy raportează prima utilizare a realității augmentate care identifică gunoiul în spațiu
- 1993: Loral WDL, sponsorizat de STRICOM, a făcut prima demonstrație combinând AR în vehicule și simulatoare.
- 1994: Julie Marin creează prima producție de teatru în realitate augmentată, „Dancing in cyberspace”.
- 1998: A fost introdusă Space AR, la Universitatea din Carolina de Nord [38]
- 1998: Nava spațială X-38 a NASA a folosit AR în navigația practică pe teren
- 1999: Hirokazu Kato a creat ARToolKit la HITLab, Universitatea Statului Washington
- 2000: La Conferița DARE 2000, este prezentat CyberCode, un sistem virtual de etichetare în care obiectele din lumea reală sunt recunoscute de un computer. [39]
- 2000: Bruce H. Thomas dezvoltă ArcQuake, primul joc AR în aer liber, permițând jucătorilor să interacționeze cu grafica. Se bazează pe versiunea desktop Quake.
- 2004: Jan Torpus, un artist din Basel crează LifeClipper, un sistem AR portabil de artă în aer liber
- 2004: Este demonstrată o cască AR de exterior de Trimble Navigation
- 2004: Herbert Zeman a creat VeinViewer și a primit un premiu de la Time Magazine
- 2005: Nokia a introdus jocul AR Tennis pentru doi jucători
- 2006: Kasuo Miyake dezvoltă primul studiu de AR în diagnostic și tratament medical
- 2008: Wikitude, ghidul de călătorie AR, lansat cu Android G1  [40]
- 2009: ARToolkit a fost inclus în Adobe Flash
- 2010: Microsoft a introdus dispozitivele Kinect cu senzori de mișcare
- 2012: Lansarea Lyteshot, o platformă de jocuri AR care utilizează ochelari inteligenți
- 2013: VW a lansat MARTA, un sistem de suport pentru servicii AR
- 2013: Google începe comercializarea unui prototip de Google Glass
- 2014: Mahei creează prima generație de jucării AR

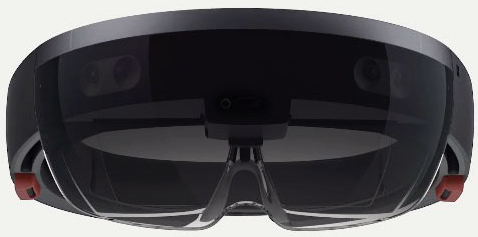
Mocrosoft HoloLens

- 2015: Microsoft anunță căștile HoloLens, care au fost puse în vânzare anul următor
- 2016: Niantic și Nintendo au lansat Pokémon Go
- 2016: Snap introduce ochelarii inteligenți Spectacles
- 2017: Apple a introdus ARKit SDK pentru dispozitivele cu iOS 11
- 2017: Facebook a lansat platforma Camera Effects, redenumită ulterior Spark AR
- 2018: Google a introdus ARCore SDK pentru dispozitive Android
- 2018: Magic Leap comercializează Magic Leap One, un dispozitiv HMD cu utilizarea tehnologiei Digital Lightfield
- 2019: Microsoft a introdus căștile HoloLens 2
- 2021: Jefferson Araujo de la Facebook Reality Labs, folosind tehnologia Skin Segmentation, dezvoltă un efect de realitate augmentată în care tatuajele pot fi testate în timp real pe întregul corp.[41]

## Vezi și
- Realitate virtuală
- Realitate simulată
- Realitate mixtă
- Metavers
- Smartglasses

## Legături externe
- realitatea-augmentata.ro - Revistă online despre realitate augmentată Arhivat în 16 iunie 2017, la Wayback Machine.
- Ce este, ce poate deveni și cum ne va schimba realitatea augmentată
- Realitatea virtuală și realitatea augmentată: rolul lor în medicină și sănătate
- Realitatea augmentată sau cum să faci lumea și mai mare[nefuncțională]
- AR-ON Platform Arhivat în 18 mai 2022, la Wayback Machine.